# HD 102990
HD 102990，又名BD-11 3190，SAO 156940、HR 4547，是一颗恒星，视星等为6.35，位于銀經280.66，銀緯48.07，其B1900.0坐标为赤經11h 46m 17.5s，赤緯-11° 48.07′ 58″。